# Veluticeps fimbriata
Veluticeps fimbriata är en svampart som först beskrevs av Ellis & Everh., och fick sitt nu gällande namn av Nakasone 1990. Veluticeps fimbriata ingår i släktet Veluticeps och familjen Gloeophyllaceae.   Inga underarter finns listade i Catalogue of Life.